# Johannes Aal
Johannes Aal (kolem 1500 Bremgarten – 28. května 1551) byl švýcarský římskokatolický duchovní a teolog, hudební skladatel a dramatik.

## Život a dílo
Johannes Aal se narodil kolem roku 1500 v Bremgartenu jako syn Hanse von Aala a Kathariny rozené Füchslinové. Aal byl velkým zastáncem katolicismu a odpůrcem reformace. V roce 1529 se stal děkanem v Bremgartenu, ale ještě téhož poté, co v tamní komunitě převládlo protestantství, byl své hodnosti zbaven a vystřídán Heinrichem Bullingerem. Z Bremgartenu proto odešel a stal se knězem v Baden-Badenu. Mezi lety 1536 a 1538 studoval u humanisty Heinricha Glareana na Freiburské univerzitě. V roce 1538 byl Aal jmenován kazatelem v Solothurnu a zároveň rektorem tamní latinské vysoké školy. Jako kazatel zde brzy získal popularitu a proslul tu hraním na varhany.
Roku 1243 Aal v Solotuhurnu uspořádal divadelní představení Acolastus. Podobně zde v roce 1549 zorganizoval představení podle své vlastní divadelní hry Tragoedia Johannis des Täufers vorlöuffers a Töuffers Christi Jesu warhaffte Histori, kterou se zapsal do dějin literatury. Ta byla téhož roku vytištěna tiskařem Matthiasem Apiariem v Bernu. Jeho drama se skládalo celkem ze 7090 rýmujících se veršů a mělo sloužit k šíření katolictví a potlačování protestantství. Z formálního hlediska na něm ale lze pozorovat značný humanistický vliv – hra je například rozdělena na scény a akty. Vyznačuje se živým a jednoduchým jazykem a efektivním využitím hudby. Aal je patrně rovněž autorem šestnácti veršů z roku 1539 s názvem St.-Mauritzen und St.-Ursen-Lieds.
Roku 1544 Aal získal titul probošta. O sedm let později zemřel.